# Ravadasjärvi
Ravadasjärvi (enaresamiska: Rovâdâsjävri, nordsamiska: Ravadasjávri) är en sjö i kommunen Enare i landskapet Lappland i Finland. Arean är 1 kvadratkilometer och strandlinjen är 15,21 kilometer lång. Sjön  ingår i Pasvik älvs huvudavrinningsområde.  Den ligger i älven Lemmenjoki i Lemmenjoki nationalpark omkring 240 kilometer norr om Rovaniemi och omkring 950 kilometer norr om Helsingfors. 
Flodbåtar trafikerar över sjön, från Njurkulahti vid nationalparlkens port, upp till sjön, med brygga vid Rovâdâskorže, och vidare mot Kultasatama ("guldhamnen"). En ödestuga finns en bit nedströms från vattenfallet och bryggan, en tältplats uppströms.